# Huis Zuidwijk

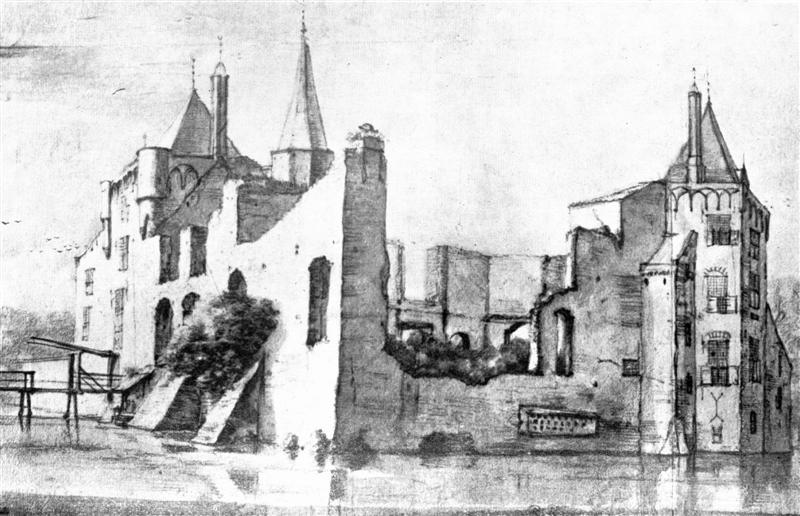
Kasteel Zuidwijk vanuit het noordwesten kort voor 1650. Prent van Roelant Roghman.

Het Huis Zuidwijk is een kasteel in de Nederlandse gemeente Wassenaar dat deel uitmaakt van de Zuid-Hollandse bezittingen van het landgoed Twickel. Het Huis Zuidwijk vormde vroeger het centrum van de gelijknamige ambachtsheerlijkheid.

## Geschiedenis
De oudst bekende vermelding van Zuidwijk stamt uit 1406 wanneer Gilles van Kralingen door Albrecht van Raaphorst wordt beleend met het ambacht Zuidwijk met de vistollen, de wind, de molen, de bijbehorende tienden en met het Huis Zuidwijk zelf en zijn bijbehorende landerijen.
In 1518 verkoopt Floris van Kralingen de goederen aan Jan van Wassenaer en wordt het uit de leenhorigheid ontslagen.
Lamoraal de Ligne verkoopt Zuidwijk vervolgens in 1615 aan Jacob van Duvenvoorde. Tot 1850 bleef het kasteel in handen van Jacobs nazaten, die zich echter Van Wassenaer Obdam waren gaan noemen. Een illustere eigenaar was de admiraal Jacob van Wassenaer Obdam (1616-1665) die in de slag bij Lowestoft sneuvelde. Door het huwelijk van zijn zoon Jacob II van Wassenaer Obdam (1645-1714) in 1676 met Adriana Sophia van Raesfelt (ovl. 1694), erfdochter van de Twentse havezate Twickel, kwamen de beide kastelen in een hand.
Gedurende twee generaties erfde vervolgens de oudste zoon de Hollandse goederen en de jongste de Twentse. Doordat de oudste zonen echter zonder nazaten overleden, kwamen alle goederen steeds bij hun jongere broers, respectievelijk Unico Wilhelm van Wassenaer Obdam (1692-1766) en Carel George van Wassenaer Obdam (1733-1800) terecht. Nadat de laatste Van Wassenaer Obdam, Marie Cornélie (1799-1850), was overleden vererfden haar goederen op haar man Jacob Dirk Carel van Heeckeren van Kell (1809-1875), zich na zijn huwelijk noemende Van Heeckeren van Wassenaer. Hun huwelijk was kinderloos.
De Hollandse goederen kwamen uiteindelijk bij Rodolphe Frédéric van Heeckeren van Wassenaer terecht, zoon uit Jacob Dirk Carels tweede huwelijk met Isabella Sloet. Na zijn overlijden richtte zijn weduwe, M.A.M.A. gravin van Aldenburg Bentinck, in 1953 de Stichting Twickel op waar zij haar kernbezit Twickel in onderbracht. Zuidwijk bleef haar particuliere bezit, maar kwam na haar dood in 1975 bij legaat eveneens aan de stichting.

## Kasteel

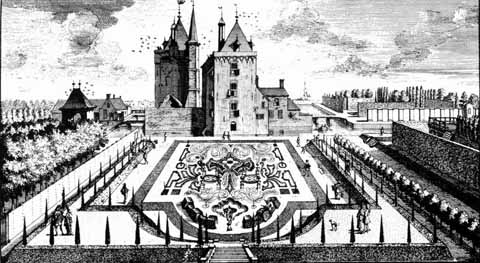
Kasteel Zuidwijk in 1712. Prent door J. Lamsvelt. Afgebeeld zijn het in de achttiende eeuw gesloopte kasteel en de grote parterre die ten noordwesten van het huis lag. Rechts van het kasteel op de achtergrond is de kerktoren van Voorschoten te zien.

Het vroegere kasteel is bekend van enkele 18e-eeuwse prenten. Het bestond uit twee woontorens en annexe lagere vleugels. Het werd in de achttiende eeuw gesloopt en vervangen door het huidige kasteel.
Johan Hendrik van Wassenaer Obdam (1683-1745) maakte veel werk van de tuinaanleg. Er werd een fraaie parterre aangelegd en diverse vijvers gegraven. Deze vijvers maken, hoewel deels vergraven, nog steeds deel uit van de huidige parkaanleg.